# Козацька могила (Полонський район)

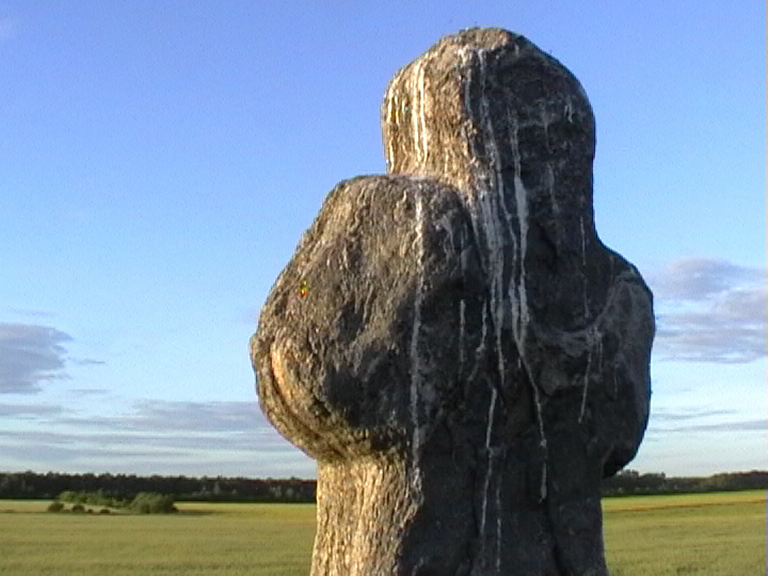
Козацький хрест. Граніт, XVII ст.

Козацька могила — комплекс, що включає в себе кам'яний хрест XVII століття та пам'ятний знак на честь українських козаків, встановлений в 1993 році.

## Місцезнаходження
Козацька могила знаходиться на території Полонського району Хмельницької області, ліворуч від шляху Полонне — Миропіль, на відстані 8 кілометрів на схід від сучасних меж міста Полонного.

## Історична довідка
Хоча ще з 1648 року Полонне було сотенним містом Волинського полку в Українській державі Богдана Хмельницького, проте жорстокі бої навколо міста тривали до 1675 року.
В літописі Самійла Величка зазначено, що в 1653 році, у вересні, козацький загін генерального осавула Дем'яна Лісовця (відомого також як Демко Чигиринський) ходив на Бердичів і далі на Полонне, і по дорозі до міста розгромив польський загін.

Ці відомості підтверджує польський шляхтич у листі від 10 вересня 1653 року : «Хмельницький із ханом тиждень тому були під Бердичевом, їхні під'їзди на Волині взяли Полонне і пограбували, багато побито».

## Легенди
Всіляка старовина згодом обростає легендами. Не обминула ця доля і камінний козацький хрест.

За свідченням старожилів, хрест встановлений на місці битви козаків з ворогами. В окремих переказах говориться, що тут похований козацький ватажок. Проте існували й інші версії щодо походження хреста: в одній з них, наприклад, стверджувалось, що хрест поставлений на місці смерті селянки, що померла під час пологів. Перегукується з цією легендою і розповідь про смерть царського генерала під час поїздки.

Під час антирелігійної кампанії комуністів, за вказівкою Полонського райкому партії хрест був повалений і закопаний у землю. Однак невдовзі, в 1939 році, за вимогою військових був встановлений на попередньому місці — подейкують, що хрест був позначений як орієнтир на військових картах і слугував орієнтиром для літаків Тиранівського аеродрому.

Також поширена історія про те, що хрестом козаки позначили місце, де заховані скарби. Віра в цю легенду була настільки сильна, що в 1980-х роках, під час проведення меліоративних робіт, меліоратори підйомним краном підняли хрест і потужним екскаватором почали копати котлован, «шукали золото». Лише після втручання голови колгоспу котлован загорнули, а хрест встановлено на попередньому місці.

## Впорядкування могили
У 1990-х роках, під час хвилі національного відродження працівники Полонської СЮТур «Обрій» стали ініціаторами впорядкування Козацької могили. Заплановано було зміцнити земельний насип під хрестом, встановити пам'ятний знак з інформаційною стелою, шляхові вказівники, місце зупинки для відвідувачів. Силами промислових структур району ці роботи були завершені в липні 1993 року. У 2007 році навершя могили було додатково зміцнено і впорядковано.